# Luis Santa María (tarmeño)
Luis Santa María fue un político peruano.
Fue elegido en 1913 como diputado de la provincia de Tarma, en el departamento de Junín junto a Julio E. Ribeyro quien fue elegido como diputado suplente por dicha provincia. Cumplió su mandato durante los gobiernos de Guillermo Billinghurst, Oscar R. Benavides y el segundo gobierno de José Pardo.